# Moranbong Band
A Moranbong Band (hangul: 모란봉악단, Moranbong Aktan, handzsa: 牡丹峰樂團, RR: Moranbong Akdan) Észak-Korea első állami lányegyüttese, melyet Kim Dzsongun (Kim Jong-un) hozott létre 2012 júliusában, a Pocshonbo Elektronikus Együttes utódjaként, annak a programnak a keretében, melynek célja „folyamatosan fejleszteni a hagyományos és populáris zenét kiegyensúlyozott módon, hogy megfeleljenek a koreaiak gondolkodásmódjának, érzelmeinek és esztétikai ízlésének, miközben megfelelnek a korszak követelményeinek és a nép kívánságainak is.”
Az együttest az észak-koreai állami hírügynökség világhírű és stílusos együttesként (세계적인 멋쟁이악단) határozza meg.

## Története
Az együttest Kim Dzsongun (Kim Jong-un) személyesen válogatta össze, a tagok egy része hangszeres zenész, más részük énekesnő. Az együttes látványvilágában és a játszott zenében is eltér az Észak-Koreában megszokott normától, könnyedebb, „nyugati” dallamokat is játszottak első hivatalos koncertjükön, például a Rocky betétdalát és Frank Sinatra My Way című dalának instrumentális változatát. A hölgyek csillogó miniruhát és ékszereket viseltek, ami merőben ellentétes a korábbi észak-koreai öltözködési szabályokkal.

## Tagjai
- Hjon Szongvol (현송월, Hyon Song Wol): vezető
- Szonu Hjanghi (선우향희, Sonu Hyang Hui), Hong Szugjong (홍수경, Hong Su Gyong): elektromos hegedű
- Csha Jongmi (차영미, Cha Yong Mi): elektromos brácsa
- Ju Undzsong (유은정, Yu Un Jong): elektromos cselló
- Kim Hjangszun (김향순, Kim Hyang Sun), Ri Higjong (리희경, Ri Hui Gyong): szintetizátor
- Cshö Dzsongim (최정임, Choe Jong Im): szaxofon
- Kim Jongmi (김영미, Kim Yong Mi), Kim Dzsongmi (김정미, Kim Jong Mi): zongora
- Ri Junhi (리윤희, Ri Yun Hui), Han Szundzsong (한순정, Han Sun Jong): elektromos dob
- Kang Rjonghi (강령희, Kang Ryong Hui), Kang Phjonghi (강평희, Kang Pyong Hui): elektromos gitár
- Ri Szollan (리설란, Ri Sol Ran), Cson Hjerjon (전혜련, Jon Hye Ryon): basszusgitár
- Kim Jugjong (김유경, Kim Yu Gyong), Kim Szolmi (김설미, Kim Sol Mi), Rju Dzsina (류진아, Ryu Jin A), Pak Migjong (박미경, Pak Mi Gyong), Csong Szuhjang (정수향, Jong Su Hyang), Pak Szonhjang (박선향, Pak Son Hyang), Ri Mjonghi (리명희, Ri Myong Hui), Ra Jumi (라유미, Ra Yu Mi), Ri Okhva (리옥화, Ri Ok Hwa), Ri Szugjong (리수경, Ri Su Gyong): vokál
- Hvang Dzsinjong (황진영, Hwang Jin Yong), Kim Ulljong (김운룡, Kim Un Ryong), Csang Dzsonge (장정애, Jang Jong Ae): vezetőhelyettes
- U Dzsonghi (우정희, U Jong Hui): alkotói részleg rendező
- An Dzsongho (안정호, An Jong Ho): alkotói részleg rendezőasszisztens

## Pekingi látogatásuk
2015 decemberében az együttes tagjai Kínába utaztak, de órákkal a koncert kezdése előtt hazarendelték őket, ezt később kommunikációs problémákkal indokolták, azonban nagy a valószínűsége hogy a kínai médiában nagy figyelmet kapott az együttes vezetője, Hjon Szongvol (Hyon Song-wol), akiről az a hír járja, hogy az észak-koreai vezető, Kim Dzsongun (Kim Jong-un) volt barátnője.
Más feltételezések szerint azért maradt el a koncert, mert Kína alacsonyabb rangú politikusokat küldött volna a rendezvényre, amit egyébként Kína az észak-koreai hidrogénbomba bejelentésével indokolt.
Később napvilágot láttak olyan információk is, melyek szerint a kínai politikusok arra kérték az együttes tagjait, hogy egyes elemeket (pl. a felszálló észak-koreai rakétákat) vágják ki a háttérben futó videóanyagból, mert provokatívak lehetnek. A kínai cenzorok az amerikaiakat bíráló, és „kiéhezett farkasoknak” nevező dalszövegeket sem hagyták jóvá, és felesleges provokációnak nevezték azokat. Az észak-koreaiak a kínaiak kéréseinek nem tettek eleget, Hszi Csin-ping (Xi Jinping) kínai elnök pedig bejelentette távolmaradását a rendezvényről.
Az észak-koreai média annak ellenére, hogy az együttes Pekingbe (Beijing-be) utazásakor több közleményt is kiadott, a koncert elmaradását, és az együttes visszatérését elhallgatta.